# Poa nankoensis
Poa nankoensis är en gräsart som beskrevs av Jisaburo Ohwi. Poa nankoensis ingår i släktet gröen, och familjen gräs. Inga underarter finns listade i Catalogue of Life.